# Stiphrogonium attemsi
Stiphrogonium attemsi är en mångfotingart som först beskrevs av Pius Strasser 1937.  Stiphrogonium attemsi ingår i släktet Stiphrogonium och familjen Attemsiidae. Utöver nominatformen finns också underarten S. a. celeae.